# Anastazja Patrycjuszka

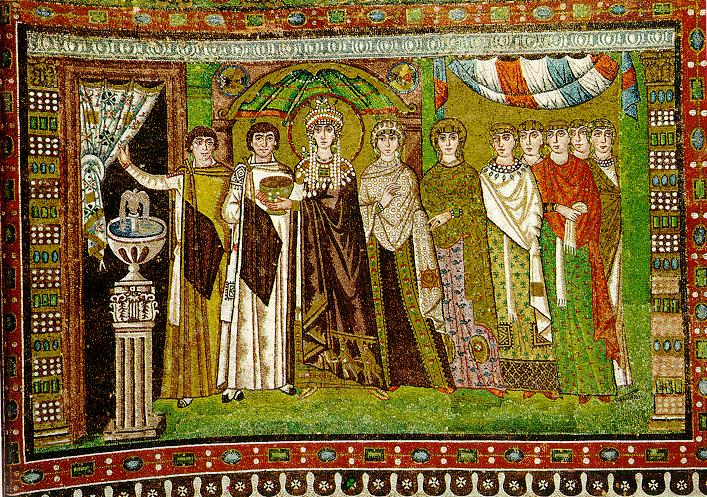
Dwór cesarzowej Teodory

Święta Anastazja Patrycjuszka – święta katolicka żyjąca w Bizancjum.
Była damą dworu Teodory w Konstantynopolu. Zgodnie z legendą, aby uniknąć niepotrzebnego zainteresowania swoją osobą cesarza Justyniana, uciekła do klasztoru w Aleksandrii. Po śmierci cesarzowej Justynian zaczął poszukiwać Anastazji. Anastazja w celu ukrycia przebrała się za mężczyznę i w tym przebraniu przeżyła 28 lat jako pustelnik na pustyni. Wedle tradycji zmarła w 576 roku. Wspomnienie jest obchodzone 10 marca.